# La Vache à mille francs
La Vache à mille francs est une chanson humoristique française de Jean Poiret, parodiant La Valse à mille temps de Jacques Brel. Elle est parue en 1961 sous le label discographique Pathé.

## Thème
La chanson évoque les hausses de la viande bovine au début des années 1960, et la sensibilité de l'opinion publique française à ce sujet, en parodiant une chanson de Jacques Brel, La Valse à mille temps, sortie en 1959. 
Il est fait mention de Joseph Fontanet dans les paroles initiales. Il est alors le ministre du Commerce intérieur, avec une allusion à ses propos sur le prix de la viande qui n'augmente pas. Dans la version chantée, Fontanet est remplacé par « le ministre ». Pour tenter de répondre au mécontentement des consommateurs, Joseph Fontanet lance une campagne « Suivez le bœuf », reprise par son successeur François Missoffe. Ils espèrent faire en sorte que les bouchers se conforment à des barèmes sur huit morceaux de grande consommation, en renonçant, pour ces morceaux, à une partie de leur marge. Mais ils souhaitent également faire évoluer de manière durable le comportement du consommateur qui ne consomme majoritairement que quelques morceaux dits « nobles »,. L'opération n'est pas vraiment un succès,. En définitive, subsiste à l'époque de ces différents épisodes une suspicion des consommateurs sur le commerce de détail, qui fait l'affaire de la grande distribution et de la vente de  viande sous cellophane.

## Accueil
La parodie a ponctuellement, pendant quelques mois, un succès aussi fort que la chanson originale, résonant avec l'actualité.
Devant le succès de cette chanson parodique, Jacques Brel, lors d'un passage à l'Olympia de Paris en 1961, modifie (légèrement) les paroles originales d'un couplet pour y faire allusion, sous forme de clin d'œil,.

« Au deuxième temps de la vache, On est deux elle est dans mes bras, Au deuxième temps de la vache y'a du monde entre la vache et moi... »